# Asteliaceae
Asteliaceae — родина квіткових рослин, що входять до порядку однодольних Asparagales. Ця родина була визнана систематиками лише нещодавно. Система APG III 2009 року (без змін порівняно з версіями 1998 та 2003 років) розпізнає цю родину. Родина включає три роди з приблизно 38 видами, що зустрічаються в Південній півкулі (Австралазія й Південна Америка). Запилюється птахами/комахами. 